# تلمبه چاه دراز شماره ۲
تلمبه چاه دراز شماره ۲، روستایی از توابع بخش گلستان شهرستان سیرجان در استان کرمان است.

## جمعیت
این روستا در دهستان گلستان قرار دارد و براساس سرشماری مرکز آمار ایران در سال ۱۳۹۵، جمعیت آن ۲۲ نفر (۱۲ خانوار) بوده‌است.